# Đô la British Columbia
Đô la British Columbia đã là một loại tiền tệ của British Columbia vào giữa những năm 1865 và 1871. Nó thay thế cho bảng Anh, Đô la British Columbia tại một tỷ lệ là 1 pound = 4,866 đô la và có giá trị ngang bằng với đô la Canada, đồng tiền mà thay thế nó sau này. Đồng đô la đã được chia nhỏ ra thành 100 cent. Không có đồng xu riêng biệt nào được ban hành, với xu đô la Canada được lưu thông.
Đồng đô la đã được áp dụng như các loại tiền tệ của riêng biệt sau đó thuộc về Vancouver Island vào năm 1863. Do vậy, nó đã trở thành loại tiền tệ của united colony đã hình thành trong năm 1866.

## Giấy bạc
Mặc dù đồng đô la đã được thông qua chỉ là loại tiền tệ chính thức của một số vùng trong năm 1865, cả Kho bạc và Ngân hàng Canada giấy bạc đã được giới thiệu trong năm 1862, chỉ tên trong đô la. Kho bạc đã phát hành các giấy bạc với những mệnh giá là 5, 10 và 25 đô la, trong khi các giấy bạc do Ngân hàng British Columbia, đã có các mệnh giá là 1, 5, 20, 50 và 100 đô la.

## Khác
- Pick, Albert (1990). Standard Catalog of World Paper Money: Specialized Issues. Colin R. Bruce II and Neil Shafer (editors) (ấn bản thứ 6). Krause Publications. ISBN 0-87341-149-8.

## Liên kết
- Cải cách tiền tệ Lưu trữ ngày 28 tháng 11 năm 2007 tại Wayback Machine